# Hållsta, Gnesta kommun
Hållsta är en småort i Frustuna socken i Gnesta kommun, Södermanlands län.
Från 1990 till 2018 var området klassat som en småort av SCB. 2018 var det klassat som tätort, men 2020 åter som småort.